# Túcume
Túcume Peru északi partvidékének egyik régészeti lelőhelye, amely vályogból készült, nagy méretű, piramisszerű, de mára az erózió által nagy mértékben lepusztított építményeivel és 220 hektáros területével az egyik legnagyobb ilyen jellegű hely az egész országban. Lambayeque megye közepén egy termékeny síkságon, a megyeszékhelytől, Chiclayótól körülbelül 27 km-rel északra található, a Csendes-óceán partjától kevesebb mint 30 km távolságra.
A lelőhely 2019 óta a világörökség javaslati listáján szerepel.

## Története
A legendák szerint Naylamp egyik leszármazottja, Cium telepedett itt le először. Szénizotópos kormeghatározás segítségével tudósok kimutatták, hogy a „karók huacája” 1010-ből, a „hosszú huaca” 1260-ból az El Mirador huaca pedig 1290-ből származik. Az épületeket az úgynevezett Llambayeque-kultúra népe építette fel, akiket bár 1375-ben a csimuk, 1470-ben az inkák, majd 1532-ben a spanyolok is leigáztak, mégis megtartották identitásukat és kultúrájukat. Túcume urai mitikus és rituális tartalmú domborművekkel díszített hatalmas palotákban, szinte félistenként éltek itt, drága bútoraik és ékszereik voltak, körülöttük pedig papok, adminisztrátorok, kézművesek és szolgák nyüzsögtek. A lakók között sokan foglalkoztak mezőgazdasággal, de hajósok is voltak köztük, akiknek köszönhetően a helyiek élének kereskedelmi tevékenységet folytattak más partközeli civilizációkkal.
1989 és 1994 között Thor Heyerdahl, Daniel Sandweiss és Alfredo Narváez vezetésével tudományos kutatások folytak a területen, amely felkeltette a FOPTUR nevű turisztikai szervezet érdeklődését is. Ennek köszönhető, hogy Jorge Cosmópolis Bullón építész tervei alapján 1991 és 1993 között felépült a helyi múzeum is, amely azóta is számos látogatót vonz Túcumébe.

## Képek

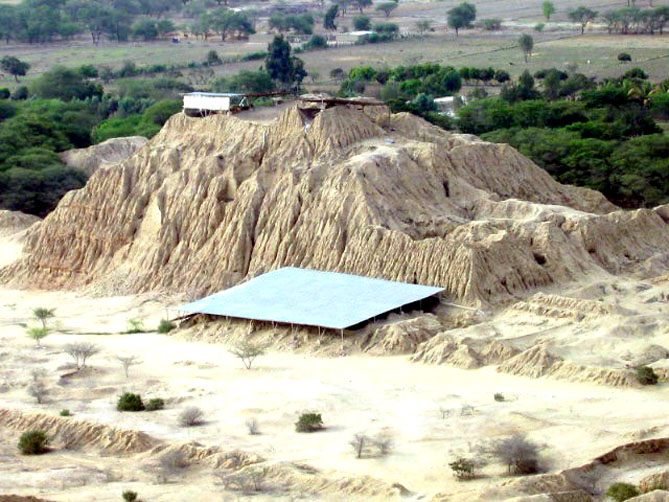
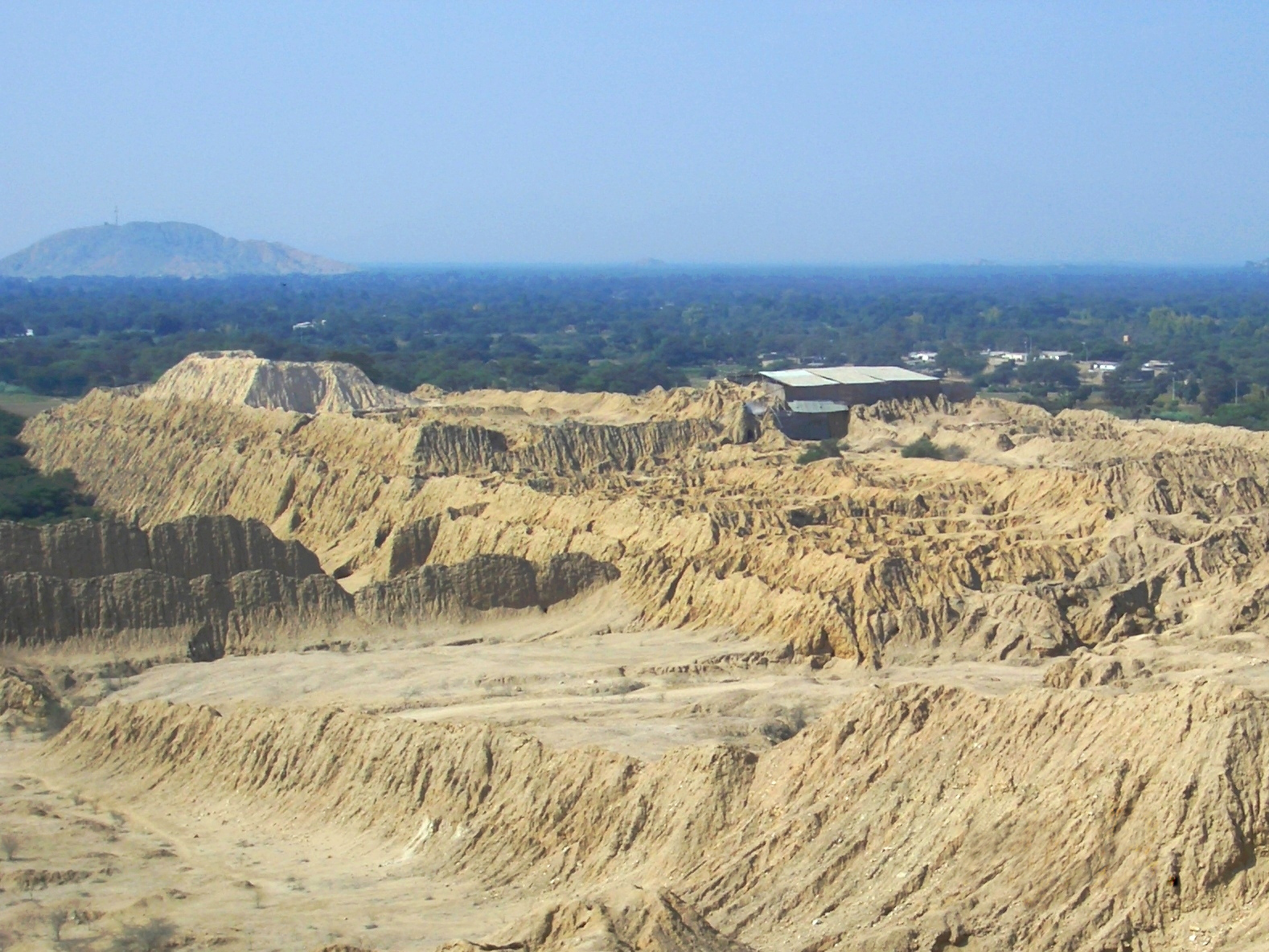
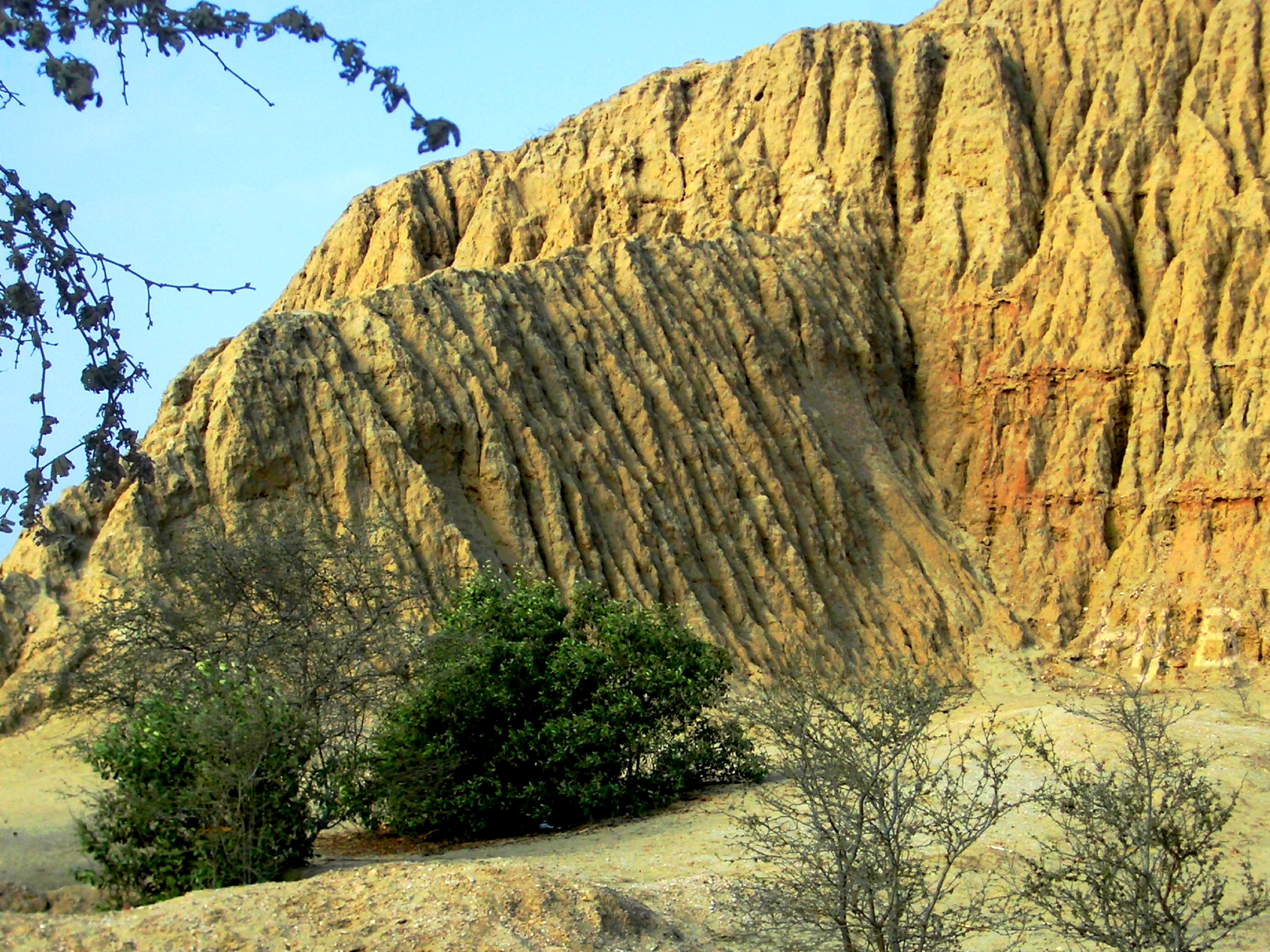
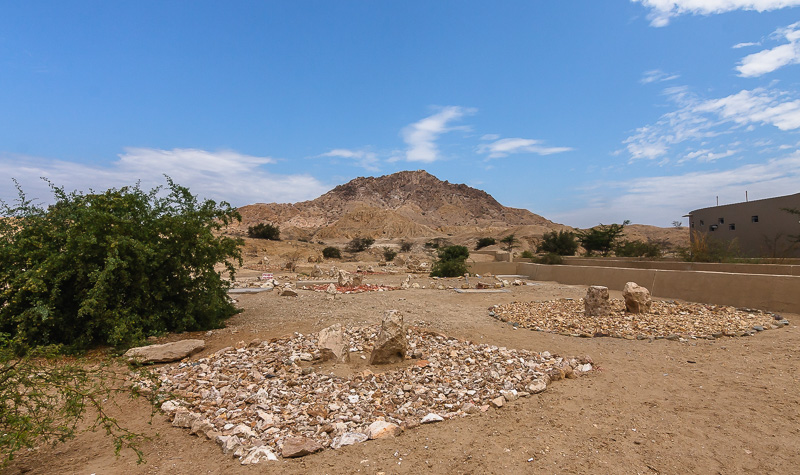